# Saint-Omer (Calvados)
Saint-Omer é uma comuna francesa na região administrativa da Normandia, no departamento Calvados. Estende-se por uma área de 7,89 km². Em 2010 a comuna tinha 189 habitantes (densidade: 24 hab./km²).